# Залатиха
Зала́тиха —  село в Україні, в Сумській області, Роменському районі. Населення становить 78 осіб. Входить до складу Андріяшівської сільської громади. До 2020 орган місцевого самоврядування - Новогребельська сільська рада.

## Географія
Село Залатиха розташоване в урочищі Травневе 1 км від села Першотравневе (зняте з обліку в 2003 році).
Довкіл села озеро Хархановщина. По селу тече струмок, що пересихає.

## Історія
Село постраждало внаслідок геноциду українського народу, проведеного урядом СССР 1923-1933 та 1946-1947 роках.

## Пам'ятки
Майдан Хархан і група майданів Залатиха - археологічні пам’ятка місцевого значення.

## Відомі люди

### Відомі уродженці
- Литвиненко Микола Володимирович (1924—?) — старшина Робітничо-селянської Червоної Армії, учасник Великої Вітчизняної війни, Герой Радянського Союзу (1944), позбавлений всіх звань і нагород у зв'язку із засудженням[7].